# سیارک ۲۸۴۸
سیارک ۲۸۴۸ (به انگلیسی: 2848 ASP، نامگذاری:1959VF) دو هزار و هشتصد و چهل و هشتمین سیارک کشف شده‌است که در ۸ نوامبر ۱۹۵۹ کشف شد.
قدر مطلق سیارک برابر ۱۱٫۱۰ است.